# Frontière entre le Bénin et le Burkina Faso

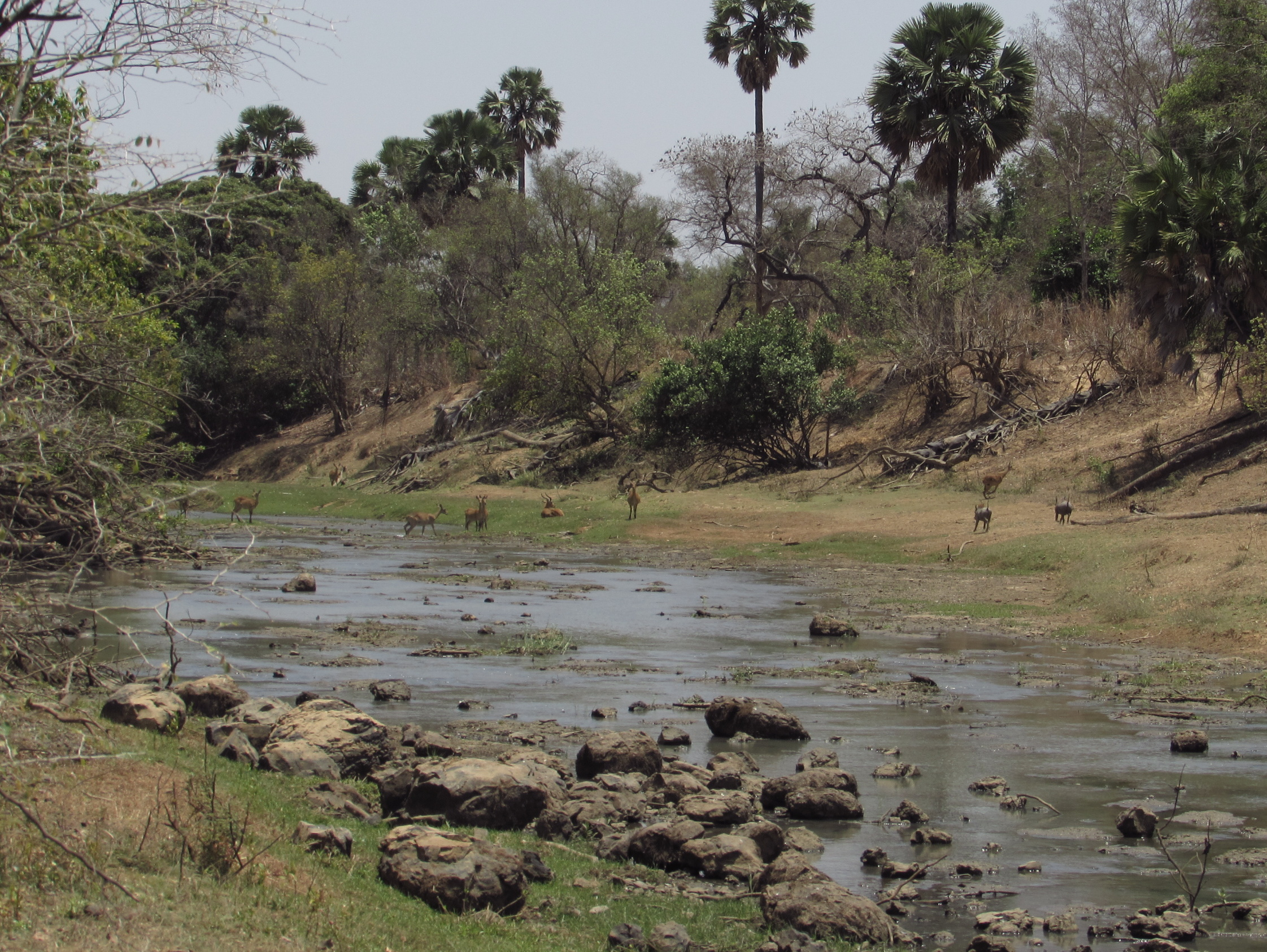
Sur la rive gauche de l'Oti, le Bénin ; sur la rive droite, le Burkina Faso

La frontière entre le Bénin et le Burkina Faso est une frontière terrestre internationale continue longue de 285 kilomètres, qui sépare le territoire du Bénin, au sud-est, et celui du Burkina Faso, au nord-ouest, en Afrique de l'Ouest. Il existe des tensions entre les deux pays en raison de désaccords sur le tracé exact de la frontière, portant sur le village de Koalou et ses alentours, soit une zone d'une superficie de 68 km2.

## Histoire
À l'époque coloniale, la frontière était censée suivre le cours de la rivière Pendjari (Oti), en vertu d'un décret du 22 juillet 1914 ; mais en 1938, l'administration coloniale a attribué au Bénin le village de Koalou, pourtant situé sur la rive théoriquement burkinabè de la rivière. Des incidents se produisent régulièrement, notamment des conflits de compétences entre les administrations béninoise et burkinabè ayant conduit les deux pays à saisir conjointement, en mai 2009, la Cour internationale de justice à La Haye pour régler le litige et à déclarer la zone « neutre » depuis cette date.

## Transports
La frontière est traversée par la route nationale inter-états 3 béninoise, au niveau de Porga qui devient la route nationale 18 au Burkina Faso au niveau de Nadiagou.